# Лаудон (баронский род)
Лаудон (Лоудон; нем. Laudon) — русский баронский род.

## Происхождение и история рода
Предок его, Отто Лаудон, в 1432 году получил от рижского архиепископа Геннинга подтвердительную грамоту на землю, доставшуюся ему от отца.
Грамотой австрийской государыни Марии-Терезии, от 22 февраля / 5 марта 1759 года, имперский фельдмаршал Гедеон-Эрнест фон-Лаудон, его брат, адъюнкт лифляндского орднунгсгерихта, Рейнгольд-Иоганн, и двоюродные братья их Карл-Гедеон и Отто-Иоганн фон-Лаудоны возведены, с нисходящим их потомством, в баронское Священной Римской империи достоинство.
В патенте на чин капитана Русской службы, от 1 декабря 1808 года, Густав фон-Лаудон (нем. Gustav Wilhelm von Loudon, 1782—1838) назван бароном. Определением Правительствующего Сената, от 4 октября 1854 года, и Высочайше утверждённым, 22 января 1868 года, мнением Государственного Совета за лифляндской дворянской фамилией фон-Лаудон признан баронский титул. Род баронов Лаудон внесен в дворянский матрикул Лифляндской губернии Российской империи.
- Лоудон, Гаральд Викторович (1876—1959) — русский, латвийский и немецкий орнитолог и путешественник.

## Описание герба
В голубом поле золотая портупея, обремененная тремя оторванными львиными головами анфас: средняя серебряная, крайние красные.
Щит увенчан коронованным дворянским шлемом. Нашлемник — три страусовых пера: среднее серебряное, крайние красные, между двух серебряных львиных лап с когтями. Намет пресеченный голубым с золотом по красному с серебром в шахматы.